# چاله سنبک
کویر چاله سنبک در استان اصفهان در ۷ کیلومتری شمال شرقی  بیدگل در دل ماسه‌های روان منطقه بند ریگ و در جنوب غربی کویر مرنجاب قرار دارد.

## کشت دیم هندوانه
کشت دیم هندوانه در این کویر قدمت ۳۰۰ ساله دارد. محصول به دست آمده خواص دارویی از جمله پایین بودن قند و فیبر فراوان دارد.
روش کاشت هندوانه دیمی در کویر چاله سنبک به شماره ۱۴۲۳ در تاریخ ۱ شهریور ۱۳۹۶ در فهرست ملی میراث فرهنگی ناملموس کشور ثبت شده‌است.در این مکان به دلیل بالا بود سطح آب های زیرزمینی تخم هندوانه را میکارند و هندوانه به خودی خود رشد میکند.